# 威廉·佩恩
威廉·佩恩（William Penn，1644年10月24日—1718年7月30日），17世紀英國著名拓荒者和作家，開拓了以其命名的賓夕法尼亞省，是費城的奠基人。他出身於航海及貴族世家，為英國皇家海軍上將及國會議員老威廉·佩恩爵士之子，亦為英國首批自由主義與民主支持者，同时也支持宗教自由。
其中，最著名的事蹟為開拓了以同本名來命名的賓夕法尼亞省。1681年，英國國王查理二世御賜一片幅員廣闊的北美土地，以代償還查理二世所欠老威廉·佩恩（父親）的積薪，面積涵蓋現今的的賓夕法尼亞州及特拉華州，並於原住民特拉華族成功簽訂條約並建立穩定外交關係，在當地發展殖民地後亦奠基了費城，成為了整個殖民地的首府，以及當時北美殖民地最具規模的都市。

## 殖民地的治理
威廉.佩恩與得到之土地上的印地安人訂立和平約定 ：「朋友們！有一位偉大的上帝，衪創造了世界和其中萬物，你我和全世界人的生命，都是從衪而來的。這位偉大的上帝，把衪的律法寫在我們心中，命令我們相愛相助，不可互相殘害。」這是世界知名的「唯一約定」，白人和印地安因此和平相處。
佩恩立即航行到美洲的紐卡斯爾，
當時，英國政府一方面要償還向海軍少將老威廉（威廉.佩恩的父親）借的1萬6千英鎊債務，另方面由於要協助此一與英國皇家極有關係的家族，就將「新大陸」的賓州頒給威廉.佩恩。
殖民地居民宣誓效忠于他们的新主人佩恩，此殖民地举行第一次大会。之后，佩恩沿河向上，创建了费城。然而，佩恩的贵格会政府并不被现在特拉华的荷兰，瑞典和英国定居者看好，他们没有效忠宾夕法尼亚的历史，因此他们几乎立即请愿自己举行大会。到1704年，他们实现了自己的目标，宾夕法尼亚州最南端的三个县获准脱离，成为新的半自治的下特拉华殖民地。纽卡斯尔是新殖民地最突出的，繁荣和有影响力的“城市”，成为首府。
佩恩是英属北美殖民地统一的早期支持者。他在《宾夕法尼亚施政大纲》中规定的民主原则，成为美国宪法的灵感来源之一。作为贵格会和平主义者，佩恩深入研究战争与和平问题，并制定了欧洲合众国计划。

## 信仰的內涵
威廉·佩恩也是一位虔诚的基督教貴格會信徒和有远见的哲学家，他曾说，“如果我们不愿受治于上帝，则我们必受治于暴君。”
威廉.佩恩也因為虔誠的信仰被捕入獄，囚禁在倫敦塔監獄（the Tower）。由此我們可以知道，威廉是一位堅持信仰立場不懼威嚇的鬥士，他曾對那些威脅的人說：「我就是死也不會改變我的立場，因為我問心無愧。」在倫敦塔監獄期間，威廉完成了他另一本有名的著作「沒有十字架，就沒有冠冕」（No Cross, No Crown）。
在1681年至1683年間，威廉.佩恩試圖將貴格會裡的信仰理想，在賓夕法尼亞殖民地付諸實踐，並稱之為「神聖實驗」（The Holy Experiment, in Pennsylvania）。
「神聖實驗」（The Holy Experiment, in Pennsylvania）包含幾項精神：
1. 公平的對待西印度人
2. 不駐軍
3. 支持信仰自由
4. 更具正面的監獄刑法：給予受刑人職業訓練。
5. 要為住民提供就業機會
6. 無論性別都能接受教育

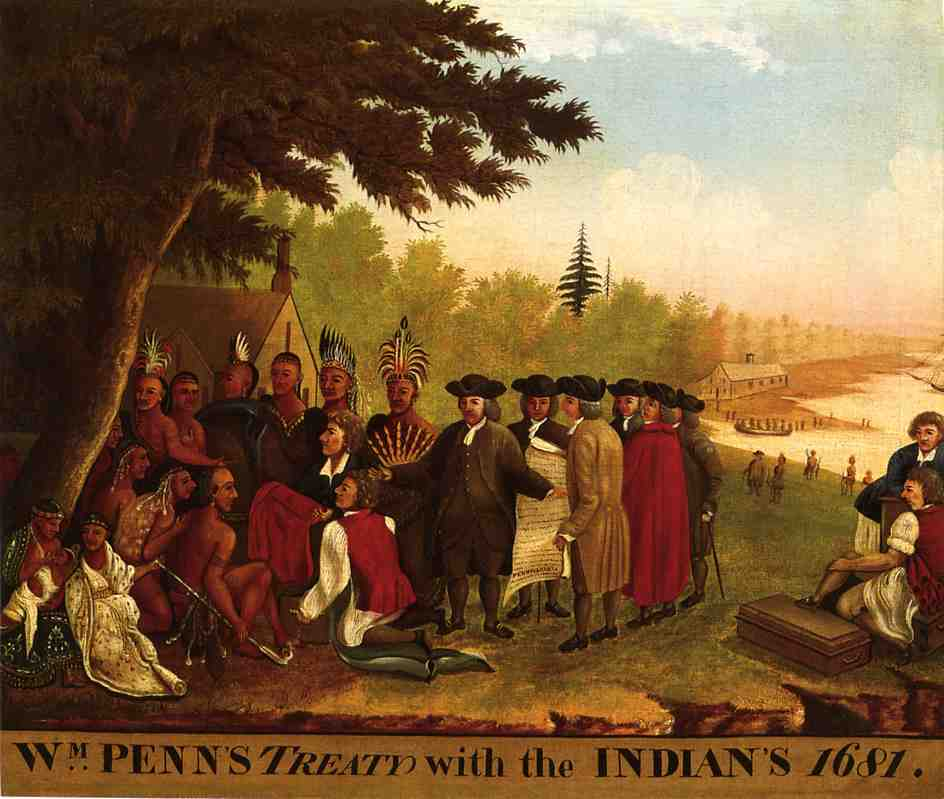
Edward Hicks - Penn's Treaty

7. 更開明的選舉制度：給予每一位男性政治投票權，即使他並未擁有土地。
8. 更健康宜人的城市設計觀念

## 荣誉
- 1984年，美国总统雷根在国会授权下，追授威廉·佩恩与其第二任妻子Hannah Callowhill Penn并列为历史上第三位美国荣誉公民。[6]
- 1894年，威廉·佩恩的青铜塑像被安装在费城市政厅顶部。其后九十多年，费城一直保持“禁止建筑高度高于该雕像的”的君子协定。1990年至2008年间，该传统短暂地被摩天大楼One Liberty Place（英语：One Liberty Place）的建成所打破。2008年，新修建的“康卡斯特中心”顶部也安装了威廉的雕像，使威廉·佩恩的雕像重新成为费城市的最高点。目前费城最高建筑“康卡斯特创新与科技中心（英语：Comcast_Technology_Center）”（与“康卡斯特中心”为不同的建筑）顶部继续装有威廉的塑像.[7]

## 外部連結
- Mason, Isaac : 《彭威廉傳 =  The Life of William Penn》. 上海 : 廣學會, 1915. （页面存档备份，存于）  基督教文藝出版社藏書,  香港浸會大學圖書館. 華人基督宗教文獻保存計劃.